# Зипойт III
Зипойт III (др.-греч. Zιπoίτης) — номинальный царь Вифинии в 255—254 годах до н. э.

## Биография
Зипойт был одним из младших сыновей Никомеда I, рождённых в браке со второй супругой царя Этазетой. После смерти Никомеда в Вифинии разразилась гражданская война, в ходе которой Этазету и её малолетних детей поддерживали некоторые греческие полисы и, возможно, Македония и Египет, а старшего сына Никомеда Зиаила — галаты и, по мнению Балахванцева А. С., сирийский царь Антиох II. После «многих битв и перемен» стороны около 254—253 годов до н. э. заключили мирный договор. По всей видимости, территория страны была разделена, при этом столица Никомедия Зиаилу не принадлежала. Однако через некоторое время, вероятно в 250—249 годах до н. э., Зиаил смог стать единовластным правителем Вифинии и расправиться со своими противниками. Зипойт нашёл убежище в Македонии.
В конце 220-х годов до н. э. Византий, вынужденный платить галатам обременительную дань, ввел повышенные таможенные сборы за проход торговых судов через Босфор. Родос, экономические интересы которого пострадали из-за этих действий, после неудавшейся попытки разрешения возникшей ситуации путём ведения дипломатических переговоров обратился за помощью к Прусию I. Действия союзников протекали успешно, поэтому византийцы пытались организовать возмущение в самой Вифинии, для чего обратились к находившемся в Македонии Зипойту. Как полагает Балахванцев А. С., послы могли напомнить Зипойту о прежних заслугах города перед ним, а также обещать помощь в династической борьбе. По мнению О. Л. Габелко, как и несколько десятилетий назад Македония находилась с Вифинией во враждебных отношениях, поэтому Филипп V охотно откликнулся на этот призыв. Однако по пути на родину Зипойт скончался.